# Притчетт, Виктор Соден
Сэр (1975) Виктор Соден Притчетт (англ. Victor Sawdon Pritchett, 16 декабря 1900 — 20 марта 1997) — английский писатель и критик. Известность ему принесли многочисленные психологические рассказы в традиции Чехова.

## Биография
Родился в Ипсуиче (графство Суффолк). В 15 лет оставил школу, уехал в Париж, с 1926 года рецезент и литературный редактор журнала New Statesman.
Первая книга «Пешком по Испании» вышла в 1928 году, первый сборник рассказов — в 1932 году. Написал книги о Тургеневе и Чехове. В 1975 году Притчет был возведен в рыцарское достоинство. В 1981 году под его редакцией вышла «Оксфордская книга рассказов» (The Oxford Book of Short Stories). В СССР в 1988 г. опубликован сборник рассказов «Птички в клетке».
Президент международного Пен-клуба (1974—1976), член Королевского литературного общества (с 1969). Умер на 96-м году жизни от инсульта.